# Зрение (альбом)
«Зрение» — четвёртый альбом певицы Линды, презентованный 24 мая 2001 года.

## Об альбоме
Осенью 2000 года Линда и её команда начали работу над новым альбомом с рабочим названием «Амальгама». В декабре рабочее название сменилось на «Сарванга Сана». Весной 2001 года на радио появилась песня «Две улитки», а чуть позже публике представили песню и клип «Шоколад и слеза». Однако песни задерживались в хит-парадах ненадолго.
24 мая 2001 года альбом был презентован с окончательным названием «Зрение». В этот день Линда и её команда поднялись над Москвой на воздушных шарах.

«Это символично, потому что это и есть ЗРЕНИЕ, взгляд на мир с высоты в свободном полете. Не то, что мы видим глазами, а то, к чему способно сердце. Это мы сами делим зрение на внутреннее и внешнее, на самом деле — оно одно и то же. Не каждому дано увидеть что-то глазами. Если ты хочешь понять истинность вещей, научись смотреть на действительность изнутри. В этом альбоме нет привязанности к чему-то конкретному: есть и восточные мотивы, и тяжелые композиции, есть и немного дикие. Он — о жизни, о том, что мы чувствуем каждый день, чем живет сердце каждого человека. Если говорить о концепции альбома, то мы хотели рассказать о хрупкости мира, о двух сторонах бытия: черной и белой. О существовании двух теней, которые, сливаясь в одну, образуют некую гармонию. Любому человеку важно это найти.
— Линда
По словам певицы, на создание альбома повлияли её сны:

Мои сны я отражаю и в своих картинах, и, конечно же, в новом альбоме. Если говорить о снах, то у меня нет грани между реальностью и нереальностью. Сон - это продолжение жизни. Сон - это фотография, и, просыпаясь утром, я эту фотографию уношу с собой в ту жизнь, которая называется реальностью. Сон - это одна часть меня, и сны очень важны для меня. Это изнанка реальности, когда ты прикрываешь дверь с другой стороны.
— Линда

## Критика
По мнению критика журнала «Афиша» Юрия Сапрыкина, «Зрение» не преподносит слушателю ничего нового, данную пластинку Линды критик описал как «первый в её жизни обычный альбом».
В «Музыкальной газете» стилистическую стабильность певицы расценили в более положительном ключе: «будьте спокойны, перед вами прежняя стильная и нездешняя девушка-пришелец, погружающая себя в музыку, как в некий лабораторный раствор, удерживающая себя на кончике нерва».
Екатерина Каринина на сайте Звуки.ру называет альбом первым у Линды, в котором, она перестала зависеть от своих продюсеров и утверждает, что после выхода этого альбома певицу уже нельзя будет назвать «бывшим проектом Макса Фадеева» и придётся относиться к ней как с самостоятельному музыканту.
Алексей Мажаев в своей рецензии на сайте InterMedia похвалил дизайнера Василия Гаврилова, работавшего над оформлением буклета диска, однако, по поводу музыки заметил только, что она «болезненная, скучная и немодная».

## Список композиций
| №                   | Название                  | Текст песни         | Музыка              | Длительность |
| ------------------- | ------------------------- | ------------------- | ------------------- | ------------ |
| 1.                  | «Зрение»                  | Линда               | Евгений Поздняков   | 3:04         |
| 2.                  | «Небо льёт»               | Линда               | Линда, Е. Поздняков | 4:48         |
| 3.                  | «Две улитки»              | Линда               | Линда, Е. Поздняков | 3:53         |
| 4.                  | «Шерстяная дата»          | Линда               | Е. Поздняков        | 4:07         |
| 5.                  | «Шоколад и слеза»         | Линда, Е. Поздняков | Е. Поздняков        | 4:26         |
| 6.                  | «Бей и гладь»             | Линда               | Е. Поздняков        | 4:16         |
| 7.                  | «Домой»                   | Линда, Е. Поздняков | Е. Поздняков        | 4:06         |
| 8.                  | «Открою я двери»          | Линда               | Е. Поздняков        | 4:24         |
| 9.                  | «Лихорадка в темноте»     | Линда               | Линда, Е. Поздняков | 4:24         |
| 10.                 | «На седьмом небе»         | Линда               | Е. Поздняков        | 3:57         |
| 11.                 | «Над гнездом высоты»      | Линда               | Е. Поздняков        | 3:58         |
| 12.                 | «Не проснуться нам двоим» | Линда               | Линда, Е. Поздняков | 4:49         |
| 13.                 | «Берёза»                  | Линда               | Линда, Е. Поздняков | 10:10        |
| Общая длительность: | Общая длительность:       | Общая длительность: | Общая длительность: | 60:11        |

## Видеоклипы
Съёмки первого клипа были запланированы ещё осенью 2000 года, но их отложили, так как Линда сломала ногу. В итоге клип на песню «Шоколад и слеза» был снят 1 марта 2001 года. Клип содержал большое количество спецэффектов. Действующими лицами стали несколько черепах и сама Линда, снова поменявшая имидж и теперь похожая на цыганку. В апреле клип вышел в ротацию, но его ставили неохотно.
Планировалось снять ещё один клип — на песню «Две улитки», но дальше планов дело не пошло.

## Участники записи
- Линда — вокал
- Евгений Поздняков — гитара, запись барабанов и гитар, аранжировка (треки 1, 2, 6)
- Александр Касьянов — клавишные, аранжировка (треки 3-5, 7-13)
- Николай Парфенюк — бэк-вокал
- Йоко Инубуси — бэк-вокал
- Сон Сон Ле — бэк-вокал
- Ули Шанкар — бэк-вокал, ситар, перкуссия
- Олег Пишко — гитара
- Антон Горбунов — бас-гитара, стик
- Олег Радушнов — бас, ситар, хомуз, перкуссия
- Мурари Кришна Дас — скрипка
- Олег Дронов — барабаны
- Виктор Анисимов — барабаны, перкуссия
- Михаил Кувшинов — звукорежиссёр, продюсирование вокала, мастеринг
- Василий Гаврилов — дизайн
- Павел Семенов — дизайн
- Андрей Сенькин — дизайн
- Максим Полубояринов — фото
- Марфа Бердникова — визажист
- Евгения Точилина — визажист
- Анатолий Вернигоров — парикмахер